# Mésothorax

Le mésothorax en 9 sur le schéma

Le mésothorax est le deuxième segment (segment du milieu) du thorax de l'insecte. On l'appelle encore T2. Il porte les pattes médianes, ainsi que l'éventuelle première paire d'ailes. Le mésophragme sépare le prothorax du métathorax, ou segment postérieur. Chez certains insectes, il n'est pas visible.
Ses principaux sclérites (plaques de l'exosquelette) sont le mésonotum (face dorsale), le mésosternum (face ventrale), et les mésopleurons (latéraux) de chaque côté. Le mésothorax est le segment qui porte les ailes antérieures chez tous les insectes ailés, quoique quelquefois elles puissent être réduites ou modifiées, comme chez les Coléoptères ou les Dermaptères, chez qui elles sont sclérifiées pour former les élytres ("étuis"), et chez les Strepsiptères elles sont réduites à former des haltères.
Tous les insectes adultes possèdent des pattes sur le mésothorax. Dans certains groupes d'insectes, le mésonotum est hypertrophié, comme chez les diptères, les hyménoptères et les lépidoptères, chez qui la portion antérieure du mésonotum (appelée le mésoscutum, ou seulement scutum) forme la plus grande partie de la surface dorsale du thorax. Dans ces ordres, il y a aussi un petit sclérite typique attaché au mésonotum qui recouvre la base des ailes, appelé la tégula. Dans un groupe d'insectes, les hémiptères, la surface dorsale du thorax est typiquement formée premièrement du prothorax, mais aussi en partie par la portion postérieure élargie du mésonotum, appelé le scutellum ; chez les coléoptères, le scutellum est visible ou non, habituellement il apparaît sous la forme d'une petite plaque triangulaire à la base entre les élytres, ainsi similaire en position avec le scutellum des hémiptères. Chez les diptères et les hyménoptères le scutellum mésothoracique est aussi distinct, mais beaucoup plus petit que le mésoscutum. On appelle aussi le scutellum écusson.